# 姆博穆河

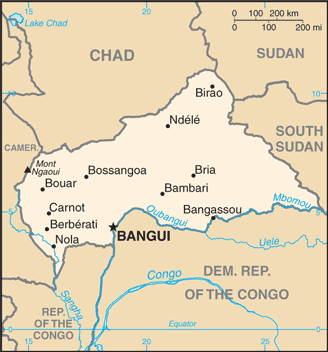
中非共和國中顯示姆博穆河

姆博穆河（Mbomou）是非洲中部的河流，成為部分中非共和國和剛果民主共和國的接壤邊界。
姆博穆河與韋萊河匯流成為剛果河其中一條支流烏班吉河。
4°07′44″N 22°26′10″E / 4.129°N 22.436°E